# Интибука
Интибука́ (исп. Intibucá) — один из 18 департаментов Гондураса. Находится в юго-западной части государства. Граничит с департаментами: Ла-Пас, Лемпира, Санта-Барбара, Комаягуа и государством Сальвадор.
Административный центр — город Ла-Эсперанса.
Выделен в отдельный департамент в 1883 году из департаментов Ла-Пас и Грасьяс.
Площадь — 3072 км².
Население — 238 900 чел. (2011)

## Муниципалитеты
В административном отношении департамент подразделяется на 17 муниципалитетов:
1. Долорес
2. Интибука
3. Камаска
4. Коломонкагуа
5. Консепсьон
6. Ла-Эсперанса
7. Магдалена
8. Масагуара
9. Сан-Антонио
10. Сан-Исидро
11. Сан-Марко-де-Сьерра
12. Сан-Мигелито
13. Сан-Франциско-де-Опалака
14. Сан-Хуан
15. Санта-Лусия
16. Хесус-де-Оторо
17. Ямарангила